# Pierre II de Rohan Gié
 (juillet 2016).
Si vous disposez d'ouvrages ou d'articles de référence ou si vous connaissez des sites web de qualité traitant du thème abordé ici, merci de compléter l'article en donnant les références utiles à sa vérifiabilité et en les liant à la section « Notes et références ».
Pierre II de Rohan Gié († 1525), fut seigneur de Frontenay, de la Marche et de Gié.
Fils de Pierre de Rohan-Gié, il épouse en 1515 sa cousine Anne de Rohan, soeur du vicomte Jacques de Rohan. Pierre suit François Ier qui, dans son jeune âge, a été le pupille de son père. 
Il est tué à la bataille de Pavie (1525). Quatre ans plus tard, Anne décède au château de Blain, laissant deux enfants, Claude et René Ier de Rohan, dont elle confie la garde à la reine Marguerite, sœur de François Ier. Anne était alors considérée depuis 1527 comme le successeur de son frère Jacques, mort sans postérité, au détriment de son autre frère Claude de Rohan, évêque de Quimper.